# آيت اعمار اوشعيب (الزاوية سيدي يوسف)
آيت اعمار اوشعيب هو دُوَّار يقع بجماعة لوطا، إقليم الحسيمة، جهة طنجة تطوان الحسيمة في المملكة المغربية. ينتمي الدوّار لمشيخة الزاوية سيدي يوسف التي تضم 6 دواوير. يقدر عدد سكانه بـ 119 نسمة حسب الإحصاء الرسمي للسكان والسكنى لسنة 2004.

## وصلات خارجية
- البوابة الوطنية للجماعات الترابية
- المندوبية السامية للتخطيط